# Lily James
Lily Chloe Ninette Thomson (Surrey, 5 de abril de 1989), mais conhecida como Lily James, é uma atriz britânica.

## Biografia
Lily nasceu em Esher, no Surrey, Inglaterra. A sua mãe, Ninette V.A. é norte-americana e o seu pai, James S. Thompson é um ator e músico inglês. A avó de Lily, Helen Horton, era uma atriz norte-americana. Lily iniciou os estudos na área da representação na Arts Educational School em Tring e, mais tarde, frequentou a Guildhall School of Music and Drama em Londres, terminando o curso em 2010. Em 2015 confirmou-se que Lily está num relacionamento com o ator Matt Smith que conheceu na rodagem do filme Pride and Prejudice and Zombies.

## Carreira
Lily James estreou-se profissionalmente como atriz na peça Vernon God Little, apresentada no Young Vic Theatre e onde interpretou o papel de Taylor. No teatro interpretou ainda o papel de Nina numa adaptação moderna de The Seagull apresentada no Southwark Playhouse e Desdemona numa produção de Othello encenada por Daniel Evans e apresentada no Crucible Theatre em Sheffield. Dominic West e Clarke Peters também participaram nesta peça. Quentin Letts, um crítico de teatro do jornal The Daily Mail, escreveu: "Podemos ter uma nova estrela na nossa posse... Ela terminou os estudos apenas o ano passado e ainda assim praticamente leva tudo à sua frente como Desdemona neste Othello. Pose, dicção, apelo... ela tem tudo... O caso amoroso que a sua personagem tem com um marido muito mais velho é completamente credível".
Em 2012, desempenhou o papel de Katrina em Play House e Marijka em Definitely the Bahamas duas peças apresentadas em simultâneo no Orange Tree Theatre em Richmond, Londres e inseridas no programa de celebração do 40º aniversário do teatro. Charles Spencer do The Telegraph, escreveu: "é interpretado com uma mistura persuasiva de travessura e um sentimento mais profundo por Obi Abili e Lily James, a última combina uma mistura de psicose e apelo sexual brilhante que se mostra extraordinariamente potente".
Ainda em 2012, interpretou o papel de Korrina em Wrath of the Titans e protagonizou o filme Fast Girls, escrito por Noel Clarke e que segue a história de um grupo de jovens atletas femininas que competem em Campeonatos Mundiais.
Na televisão, interpretou o papel de Ethel Brown na série da BBC, Just William e Poppy na quarta temporada de The Secret Diary of a Call Girl antes de se juntar ao elenco da série Downton Abbey no papel da rebelde Lady Rose no último episódio da terceira temporada. Na quarta e na quinta temporada, a sua personagem tornou-se uma das principais da série e participou no último episódio depois de abandonar a série durante a maior parte da sexta temporada.
Em 2015, protagonizou a versão live-action de Cinderella. O filme estreou no dia 13 de março de 2015 e James, no papel de Cinderela, foi fotografada por Annie Leibovitz no vestido de baile azul que usa no ecrã para a edição de dezembro de 2014 da revista Vogue. James estreou-se ainda na música com a faixa "A Dream is a Wish Your Heart Makes" incluída na banda sonora do filme. No mesmo ano teve um papel secundário no filme Burnt, protagonizado por Bradley Cooper e Sienna Miller.
Os projetos de James para 2016 incluiram a adaptação para a televisão em seis partes do romance Guerra e Paz que foi transmitida pela BBC e onde interpreta o papel de Natasha Rostova; o filme Pride and Prejudice and Zombies, que protagoniza no papel de Elizabeth Bennet e o filme The Kaiser's Last Kiss.
Em 2017, estrelou dois filmes aclamados pela crítica, Baby Driver de Edgar Wright e Darkest Hour de Joe Wright. No ano seguinte, interpretou Donna na continuação do musical Mamma Mia! Here We Go Again e Juliet Ashton no filme da Netflix The Guernsey Literary & Potato Peel Pie Society.
Em 2021, a atriz foi escalada para interpretar a modelo e atriz Pamela Anderson na minissérie Pam & Tommy, da Hulu. Pela sua performance, recebeu uma indicação ao Emmy de Melhor Atriz em Minissérie ou Telefilme.

## Filmografia

### Cinema
| Ano             | Título                                            | Papel            | Notas                                             |
| --------------- | ------------------------------------------------- | ---------------- | ------------------------------------------------- |
| 2012            | Chemistry                                         | Ines             | Curta-metragem                                    |
| 2012            | Wrath of the Titans                               | Korrina          |                                                   |
| 2012            | Broken                                            | Older Skunk      |                                                   |
| 2012            | Fast Girls                                        | Lisa Temple      |                                                   |
| 2015            | Cinderella                                        | Cinderela        | Também canta "A Dream Is A Wish Your Heart Makes" |
| 2015            | Burnt                                             | Sara             |                                                   |
| 2016            | Pride and Prejudice and Zombies                   | Elizabeth Bennet |                                                   |
| 2016            | The Exception                                     | Mieke de Jong    |                                                   |
| 2016            | The Kaiser's last kiss                            | Mieke            |                                                   |
| 2017            | Baby Driver                                       | Débora           | Protagonista                                      |
| 2017            | Darkest Hour                                      | Elizabeth Nel    | Longa-metragem                                    |
| 2018            | Mamma Mia! Here We Go Again                       | Donna (Jovem)    | Longa-metragem                                    |
| 2018            | The Guernsey Literary and Potato Peel Pie Society | Juliet Ashton    | Longa-metragem                                    |
| 2019            | One Red Nose Day and a Wedding                    | Miranda          | Curta-metragem                                    |
| 2019            | Yesterday                                         | Ellie            | Longa-metragem                                    |
| 2019            | Rare Beasts                                       | Cressida         |                                                   |
| 2020            | Rebecca                                           | Sra. de Winter   |                                                   |
| 2021            | The Dig                                           | Peggy Pigott     |                                                   |
| A ser anunciado | Lockdown                                          |                  | Filmando                                          |

### Televisão
| Ano       | Título                      | Papel              | Notas                    |
| --------- | --------------------------- | ------------------ | ------------------------ |
| 2010      | Just William                | Ethel Brown        | 4 episódios              |
| 2011      | Secret Diary of a Call Girl | Poppy              | 8 episódios              |
| 2012-2015 | Downton Abbey               | Lady Rose MacClare | 20 episódios             |
| 2016      | War and Peace               | Natasha Rostova    | 6 episódios              |
| 2022      | Pam & Tommy                 | Pamela Anderson    | Minissérie, Protagonista |

## Prêmios e indicações
| Ano  | Festival                                 | Prêmio                                                         | Filme de Cinema ou Televisão | Resultado |
| ---- | ---------------------------------------- | -------------------------------------------------------------- | ---------------------------- | --------- |
| 2014 | Screen Actors Guild Awards               | Melhor Performance de Elenco em Série Dramática de TV          | Downton Abbey                | Venceu    |
| 2015 | Screen Actors Guild Awards               | Melhor Performance de Elenco em Série Dramática de TV          | Downton Abbey                | Venceu    |
| 2015 | Teen Choice Awards                       | Melhor atriz - Ficção Científica/Fantasia'                     | Cinderela                    | Indicada  |
| 2015 | Harper's Bazaar Women of the Year Awards | Prêmio Descoberta do Ano                                       | Cinderela                    | Venceu    |
| 2022 | Emmy                                     | Melhor Atriz em minissérie ou telefilme                        | Pam & Tommy                  | Indicado  |
| 2023 | Critics' Choice Television Awards        | Melhor Atriz em Série Limitada ou Filme Feito para a Televisão | Pam & Tommy                  | Indicado  |